# Zwischenfall im Schwarzen Meer 1988

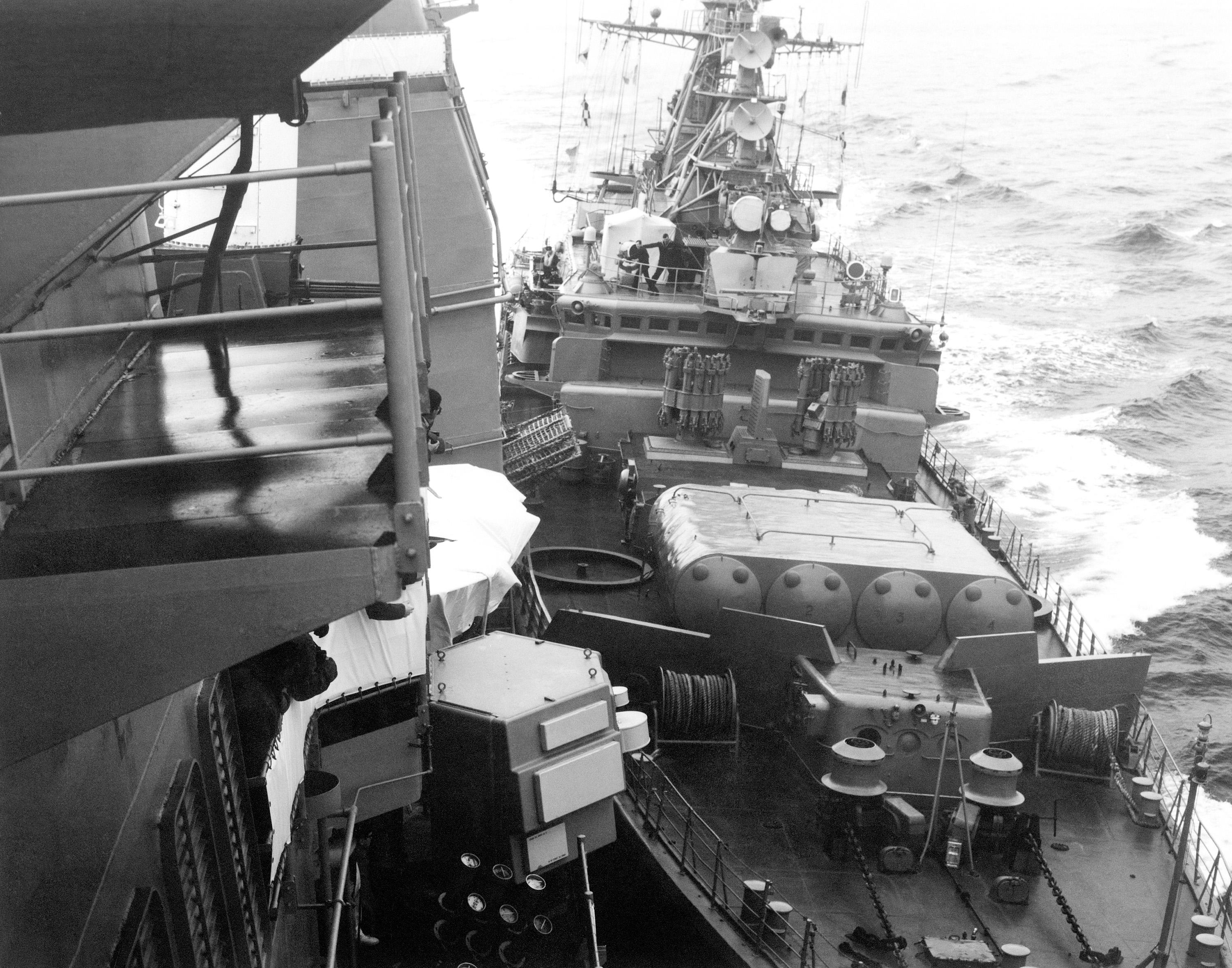
Die Bessawetny (FFG 811) beim Zusammenstoß mit der Yorktown. Gut zu sehen der SS-N-14-Starter.

Der Zwischenfall im Schwarzen Meer 1988 war ein Zwischenfall zwischen der US Navy und der sowjetischen Marine im Schwarzen Meer.
Der Lenkwaffenkreuzer Yorktown und der Zerstörer Caron drangen am 12. Februar 1988 für über eine Stunde in sowjetische Hoheitsgewässer innerhalb der Zwölfmeilenzone der Sowjetunion südlich der Halbinsel Krim ein. Die Vereinigten Staaten beriefen sich auf das Recht der friedlichen Durchfahrt. Dieses Recht erlaubt jedem Schiff, Hoheitsgewässer eines fremden Staates zu passieren, wenn dies den kürzesten Weg aus und in internationale Gewässer darstellt. Die Schiffe waren mit technischen Aufklärungsgeräten der National Security Agency ausgestattet.
Die Sowjetunion verweigerte dieses Recht jedoch an bestimmten Stellen, so auch hier vor der Krim. Da die Caron außerdem Empfangs- und Auswertungsgeräte für Radarsignale an Bord hatte, schickte die Sowjetunion zwei Schiffe, eine leichte Fregatte der Mirka-II-Klasse (Projekt 35M) und die Bessawetni der Kriwak-Klasse, um die amerikanischen Schiffe abzudrängen. Die Bessawetni rammte dabei die Yorktown.